# Кастелло-Тезіно
Кастелло-Тезіно (італ. Castello Tesino, вен. Casteło Texino) — муніципалітет в Італії, у регіоні Трентіно-Альто-Адідже,  провінція Тренто.
Кастелло-Тезіно розташоване на відстані близько 470 км на північ від Рима, 39 км на схід від Тренто.
Населення — 1235 осіб (2014).

## Демографія
Населення за роками:

Станом на 1 січня 2023 року в муніципалітеті офіційно проживали 23 іноземці з 8 країн, серед них 19 громадян країн Євросоюзу.

## Сусідні муніципалітети
- Арсьє
- Каналь-Сан-Бово
- Чинте-Тезіно
- Гриньо
- Ламон
- П'єве-Тезіно
- Скурелле